# Ariosoma
Ariosoma is een geslacht van straalvinnige vissen uit de familie van zeepalingen (Congridae). Het geslacht is voor het eerst wetenschappelijk beschreven in 1838 door Swainson.

## Soorten
- Ariosoma anago (Temminck & Schlegel, 1846)
- Ariosoma anagoides (Bleeker, 1853)
- Ariosoma anale (Poey, 1860)
- Ariosoma balearicum (Delaroche, 1809)
- Ariosoma bauchotae Karrer, 1982
- Ariosoma coquettei Smith & Kanazawa, 1977
- Ariosoma dolichopterum Karmovskaya, 2015
- Ariosoma emmae Smith & Ho, 2018
- Ariosoma fasciatum (Günther, 1872)
- Ariosoma gilberti (Ogilby, 1898)
- Ariosoma gnanadossi Talwar & Mukherjee, 1977
- Ariosoma gracile Kodeeswaran, Kathirvelpandian, Mohapatra, Kumar & Sarkar, 2024
- Ariosoma hemiaspidus (Wade, 1946)
- Ariosoma howensis (McCulloch & Waite, 1916)
- Ariosoma indicum Kodeeswaran, Kathirvelpandian, Acharya, Mohanty, Mohapatra, Kumar & Lal, 2022
- Ariosoma kannani Kodeeswaran, Kathirvelpandian, Ray, Kumar, Mohapatra & Sarkar, 2024
- Ariosoma kapala (Castle, 1990)
- Ariosoma major (Asano, 1958)
- Ariosoma marginatum (Vaillant & Sauvage, 1875)
- Ariosoma mauritianum (Pappenheim, 1914)
- Ariosoma meeki (Jordan & Snyder, 1900)
- Ariosoma megalops Fowler, 1938
- Ariosoma melanospilos Kodeeswaran, Jayakumar, Akash, Kumar & Lal, 2021
- Ariosoma mellissii (Günther, 1870)
- Ariosoma multivertebratum Karmovskaya, 2004
- Ariosoma nigrimanum Norman, 1939
- Ariosoma obud Herre, 1923
- Ariosoma ophidiophthalmus Karmovskaya, 1991
- Ariosoma opistophthalmum (Ranzani, 1839)
- Ariosoma prorigerum (Gilbert, 1891)
- Ariosoma sanzoi (D'Ancona, 1928)
- Ariosoma sazonovi Karmovskaya, 2004
- Ariosoma scheelei (Strömman, 1896)
- Ariosoma selenops Reid, 1934
- Ariosoma sereti Karmovskaya, 2004
- Ariosoma shiroanago (Asano, 1958)
- Ariosoma sokotranum Karmovskaya, 1991